# خندق أمريكا الوسطى

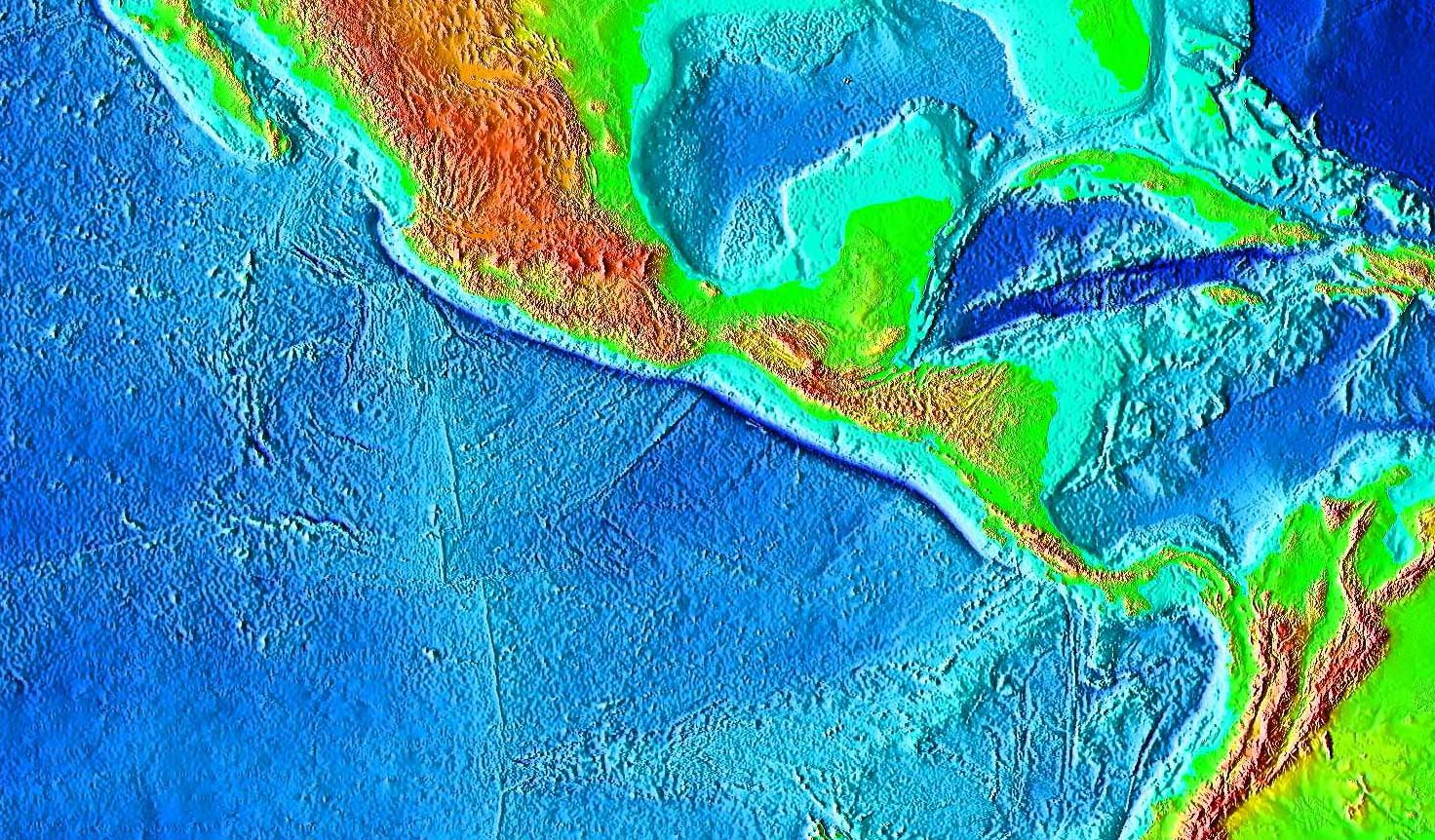
موقع الخندق ملون باللون الأزرق الداكن

خندق أمريكا الوسطى هي منطقة اندساس وخندق محيطي، يقع في شرق المحيط الهادئ، يمتد من وسط المكسيك إلى كوستاريكا. ويبلغ طول الخندق 2750 كم بعمق 6669 م عند أدنى نقطة له. يقع قبالة ساحل أمريكا الوسطى.